# The Road Home
The Road Home es un álbum acústico de la banda estadounidense Heart, lanzado en 1995. Contiene la grabación de una presentación en vivo dada por la banda en la ciudad de Seattle en 1994. Fue producido por el exbajista de Led Zeppelin, John Paul Jones.

## Lista de canciones
1. "Dreamboat Annie (Fantasy Child)"
2. "Dog and Butterfly"
3. "(Up on) Cherry Blossom Road"
4. "Back to Avalon"
5. "Alone"
6. "These Dreams"
7. "Love Hurts"
8. "Straight On"
9. "All I Wanna Do Is Make Love to You"
10. "Crazy On You"
11. "Seasons"
12. "River"
13. "Barracuda"
14. "Dream of the Archer"
15. "The Road Home"

## Créditos
- Ann Wilson - voz, guitarras, flauta
- Nancy Wilson - guitarras, voz
- Howard Leese - guitarras, acordeón
- John Paul Jones - piano, bajo
- Fernando Saunders - bajo
- Denny Fongheiser - percusión